# Yale (motorfiets)

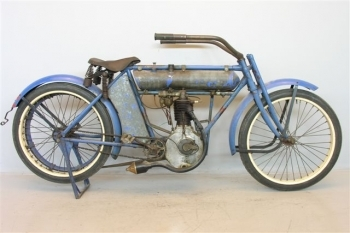
Yale 473cc (4 pk) uit 1911

Yale is een historisch Amerikaans motorfietsmerk.
De bedrijfsnaam was Consolidated Manifacturing Co., Toledo, Ohio. Dit was een consortium samengesteld uit de fietsmerken Snell-California en Kirk Manufacturing co.
Men produceerde er aanvankelijk fietsen onder de merknamen "Snell" en "Yale". Vanaf 1902 werd de merknaam "Yale" ook gebruikt voor de productie van motorfietsen. Om een snelle toegang tot deze markt te krijgen kocht men in 1903 de California Motorcycle Company in San Francisco op.
Yale was ooit een bekend Amerikaans merk dat voor die tijd moderne 500 cc eencilinders en 950 cc V-twins met twee versnellingen en kettingaandrijving maakte. De machines werden van 1903 tot 1908 onder verschillende merknamen verkocht, waaronder in elk geval "Yale-California". Yale-California kwam van de California 290 cc-motoren die door de Consolidated Mfg. Co waren overgenomen.
Er is ook sprake van "Yale-Duck" en "Duck-California". Waarschijnlijk is de toevoeging Duck afkomstig van de leverancier van de voorrem en werd dit meer een type-aanduiding dan een merknaam. Voorremmen werden in de beginjaren van de 20e eeuw nog wel toegepast, maar raakten tot de jaren twintig in onbruik. Vanaf 1905 werd ook de naam "Kirk" gebruikt. In 1915 werd de productie van motorfietsen beëindigd.